# Pierre Chêne
Pour les articles homonymes, voir Chêne (homonymie).
Ne doit pas être confondu avec Pierre Le Chêne.
Pierre Chêne est un auteur-compositeur-interprète, conteur et ventriloque français.

## Biographie
Pierre Chêne chante pour les enfants depuis 1976. Il a enregistré 9 albums depuis 1978.
Il se produit également sur la scène nationale, notamment dans les maisons des Arts et de la Culture, les centres d'action culturelle, au théâtres, au Palais des congrès, à l'Olympia ou même aux festivals de chansons pour enfants.
Outre ses chansons pour les enfants, Pierre Chêne a écrit et composé une chanson dédiée à Victor Jara (Qui donc était cet homme ?) et une autre à la mémoire de Georges Brassens (Brassens est mort et c'est l'automne) où il évoque de nombreuses chansons de l'artiste.

## Les musiciens
À la contrebasse, Pierre Mortarelli ou Bernard Tessier, et aux claviers, Roger Pouly, actuellement pianiste et orchestrateur.
Dans les années 1970, il était accompagné à la contrebasse et au violon par Pierre Nicolas.

## Discographie

### Disques pour enfants
- L'Oiseau et la Bulle (Victorie Music)
- Le Petit Barbu (Victorie Music)
- Pierre Chêne chante et raconte pour les petits (Victorie Music)
- Le Funambule (Victorie Music)
- J'ai des idées sous ma casquette (Victorie Music)
- Dessine-moi un sourire (Victorie Music)
- Quand papy joue du rock (Victorie Music)
- La Maison de Balthazar (Victorie Music)
- Chansons pour rire et pour sourire (compilation) (Victorie Music)
- Chansons pour rêver (compilation) (Victorie Music)
- Je ne serai jamais poète   (CD chez Victorie Music et livre-CD chez Les Éditions des Braques)
- C'était une petite planète